# ایستره

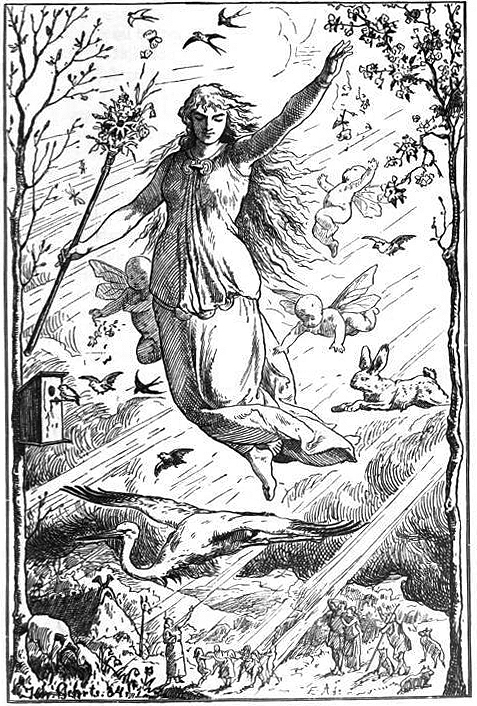
ایستره (۱۸۸۴) توسط یوهانس گرتس. الهه در بهشت پرواز می‌کند در حالی که توسط پرتوهای نور و حیوانات احاطه شده‌است. مردم آلمان از عرصه‌های زیرین به الهه می‌نگرند.

ایستره یا اوستره (انگلیسی باستان: Ēastre [æ:ɑstre] Ēostre [e:ostre]; آلمانی بالای باستان: *Ôstara (ستاره)) یک الهه ژرمنی است که علاوه بر اینکه نام یکی از ماه‌های ژرمنی بر اساس وی است. نام جشنواره عید پاک در برخی از زبان‌ها (مانند انگلیسی که به نام ایستر می‌گویند) به خاطر وی است. ایستره توسط بت‌پرستان در ماه آوریل در جشنواره‌ای پرستیده می‌شد تا اینکه این جشن از بین رفت و بعداً با جشن مسیحی عید پاک جایگزین گردید.

## نام

### لغت‌شناسی
الفاظ *Ēastre (زبان انگلیسی باستان) و * Ôstara (آلمانی بالای باستان) هم‌خانواده هستند - خواهر و برادرهای زبانی که از یک منشأ مشترک سرچشمه می‌گیرند. آن‌ها از اصطلاح پروتو-ژرمنی Austrō(n) گرفته شده‌اند.   که خود از نوادگان پروتو-هندواروپایی (PIE) * h₂ews-reh2 - (ر.ک. لیتوانیایی auš(t)rà «سپیده دم، سپیده دم»)، که از ریشه PIE * h₂ews- به معنی "درخشیدن، درخشش (قرمز)" می‌باشد.  انگلیسی مدرن east نیز از این ریشه، از طریق قید پروتو- ژرمنی * aust(e)raz ("شرق، به سمت شرق")، از PIE قبلی * h₂ews-tero- ("شرق، به سوی سپیده دم") مشتق شده‌است. 
به گفته زبان‌شناس Guus Kroonen، زبان‌های ژرمنی و بالتیک جایگزین شکل‌بندی قدیمی *h₂éws-os، نام الهه سپیده‌دم PIE، با شکلی در -reh2- شدند که به همین ترتیب در خدای لیتوانیایی Aušrinė یافت می‌شود.  در انگلستان عهد آنگلوساکسون‌ها، جشنواره بهاری او یک ماه نامگذاری کرد (به زبان نورثومبریایی: Ēosturmōnaþ</link>، ساکسون غربی: Eastermonað)،  معادل آوریل، سپس به عید مسیحی عید پاک که در نهایت آن را جابجا کرد.   در جنوب آلمان قرون وسطی، جشنواره Ôstarûn به‌طور مشابه نام خود را به ماه Ôstarmânôth، و جشن مدرن Ostern («عید پاک») داد، که نشان می‌دهد الهه ای به نام * Ôstara نیز در آنجا پرستش می‌شده‌است.   نام ماه به آلمانی قرن هجدهم به عنوان Ostermonat باقی مانده‌است.  یک معادل قدیمی ساکسونی الهه بهار به نام * Āsteron نیز ممکن است از اصطلاح asteronhus بازسازی شود که توسط اکثر محققان به "خانه عید پاک" ترجمه شده‌است، که به موازات Paeshuys فلاندری قرون وسطی ("خانه عید پاک") است.  آینهارد مورخ فرانک نیز در ویتا کارولی مگنی (اوایل قرن نهم پس از میلاد) می‌نویسد که پس از شکست دادن ساکسون‌های قاره‌ای به دست شارلمانی و مسیحی شدن آنان، نام‌های آلمانی را به ماه‌های لاتین سال، که شامل ماه عید پاک Ostarmanoth نیز می‌شود، گذاشت. 
انگلیسی قدیمی Ēostre بنابراین، خویشاوند دور از بسیاری از الهه‌های سپیده دم است که در میان مردمان هندواروپایی زبان گواهی شده‌است، از جمله اوشاس، خاس، و آرورا. به گفته دایرةالمعارف فرهنگ هند و اروپایی، «الهه سپیده دم پروتو-هندواروپایی هم با شواهد نام‌های هم خانواده و هم شباهت بازنمایی اسطوره ای الهه سپیده دم در میان گروه‌های مختلف هند و اروپایی پشتیبانی می‌شود.» ...] همه این شواهد به ما اجازه می‌دهند که یک «الهه سپیده‌دم» یک پروتو-هندواروپایی * haéusōs را معرفی کنیم که به عنوان یک روشن‌آور «اکراه» توصیف می‌شود که به خاطر آن مجازات شده‌است. سهام اروپایی، بالتیک، یونانی و هندوایرانی، وجود یک «الهه سپیده دم» پروتو-هندواروپایی از این جهت که او را «دختر بهشت» می‌نامند، پشتیبانی زبانی بیشتری دارد. 

### نام‌های مرتبط
علاوه بر این، محققان نام الهه را به انواع نام‌های شخصی ژرمنی، مجموعه‌ای از نام‌های مکان (محل نام‌ها) در انگلستان و بیش از ۱۵۰ کتیبه از قرن دوم تا سوم میلادی که به matronae Austriahenae در سال ۱۹۵۸ کشف شد، مرتبط کرده‌اند.
مجموعه‌ای از نام‌های مکان در انگلستان و انواع نام‌های ژرمنی انگلیسی و قاره‌ای شامل عنصر *ēoster، یک کلمه انگلیسی باستانی اولیه است که توسط زبان‌شناسان بازسازی شده و احتمالاً شکل اولیه‌ای از نام الهه Ēostre است. شورای آسترفیلد که توسط پادشاه آلدفریت نورثامبریا فراخوانده شد، اندکی قبل از سال ۷۰۴ میلادی در مکانی تشکیل شد که در اسناد معاصر توصیف شده‌است، هم در campo qui Eostrefeld dicitur و هم در campo qui dicitur Oustraefelda، که منجر به شناسایی سایت با Austerfield در نزدیکی باوتری در جنوب یورک شد. چنین مکان‌هایی همچنین شامل ایستری (Eastrgena، ۷۸۸ میلادی) در ایسترا (Estrey، ۹۶۶ میلادی) در کمبریج‌شر، و ایسترینگتون (Eastringatun، ۹۵۹ میلادی) در ریدینگ شرقی یورک‌شر است.
عنصر * ēoster همچنین در نام انگلیسی قدیمی Easterwine ظاهر می‌شود، نامی که توسط صومعه Bede در Wearmouth-Jarrow برگرفته شده‌است و سه بار دیگر در Durham Liber Vitae آمده‌است. نام Aestorhild همچنین در Liber Vitae ظاهر می‌شود و احتمالاً جد نام انگلیسی میانه Estrild است. نام‌های ژرمنی قاره‌ای مختلف شامل این عنصر می‌شود، از جمله Austrechild , Austrighysel , Austrovald و Ostrulf. 
در سال ۱۹۵۸، بیش از ۱۵۰ کتیبه نذری رومی-ژرمنی به matronae Austriahenae سه الهه در نزدیکی مورکن هارف آلمان کشف شد که قدمت آنها در حدود ۱۵۰–۲۵۰ بعد از میلاد می‌باشد. اکثر این کتیبه‌ها در حالت ناقص هستند، با این حال بسیاری از آنها حداقل به‌طور منطقی خوانا هستند. برخی از این کتیبه‌ها به Austriates اشاره دارد.  نام این الهه‌ها مسلماً از ساقه austri - گرفته شده‌است، که اگر آلمانی باشد، با Eostre انگلیسی قدیم هم خانواده است، اگرچه الهه‌ها به همان اندازه ممکن است کاملاً مستقل رشد کرده باشند. 